# Hormiitis elliptivalva
Hormiitis elliptivalva is een insect dat behoort tot de orde vliesvleugeligen (Hymenoptera) en de familie van de schildwespen (Braconidae). De wetenschappelijke naam van de soort werd voor het eerst geldig gepubliceerd door Van Achterberg in 1995.